# John Coates
John Coates, all'anagrafe John Dowling Coates (Sydney, 7 maggio 1950), è un avvocato australiano.

## Biografia
Nato a Sydney,  figlio di un avvocato, Coates è cresciuto nel Nuovo Galles del Sud. Ha frequentato la Homebush Boys High School. Era appassionato di sport e nel 1963 a scuola era un membro del quinto grado di cricket. All'inizio del 1964, prese un giorno libero dalla scuola per guardare Richie Benaud giocare il suo ultimo match. Una fotografia apparve nel The Sydney Morning Araldoil il giorno successivo,  che mostrava Coates accanto a Benaud mentre lasciava il campo di gioco.
Dopo aver lasciato la scuola, ha studiato all'Università di Sydney e si è specializzato come avvocato.
Coates ha sposato Pauline Kahl con cui ha avuto sei figli. Oggi sono divorziati. Nell'ottobre 2017, dopo un impegno di tre anni, Coates ha sposato, in un parco suburbano di Sydney, la parrucchiera e truccatrice, nata Orieta Pires.

## Carriera come amministratore dello sport

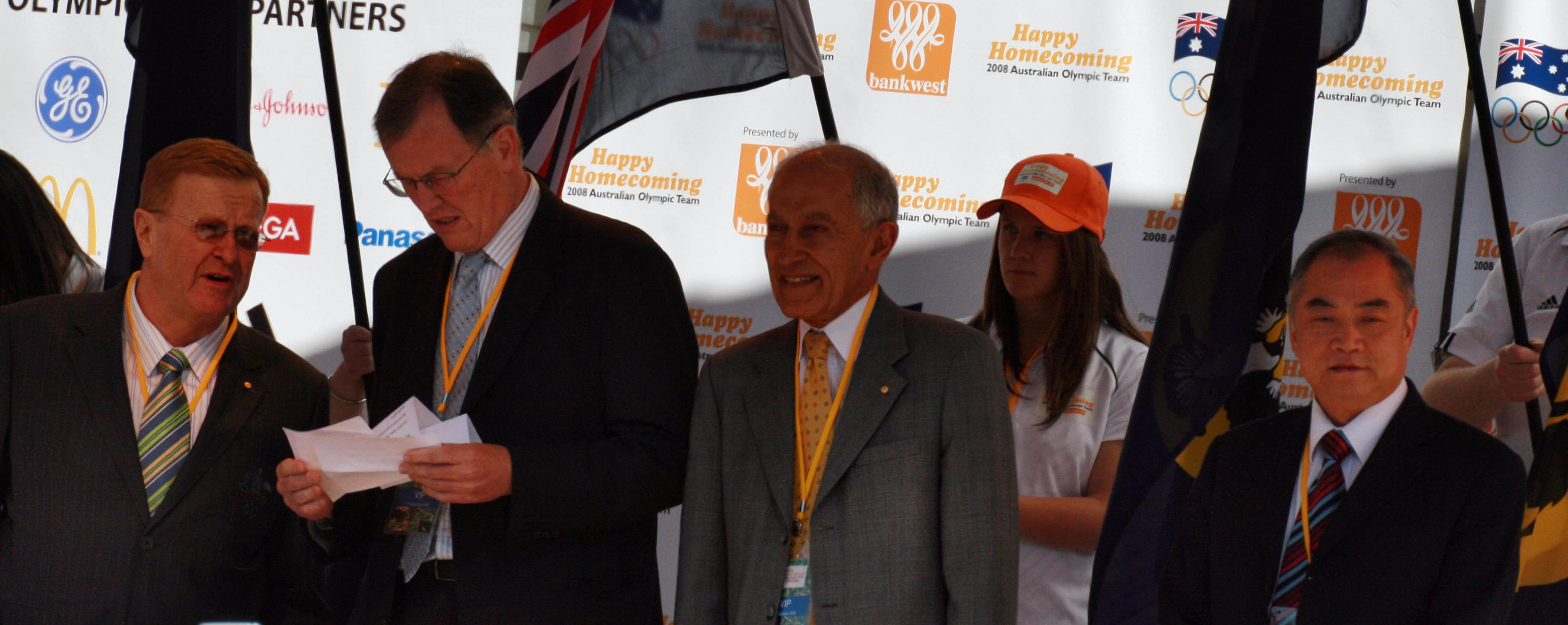
John Coates, Rob Hulls, David de Kretser, e John So alla parata della squadra olimpica australiana del 2008 a Melbourne.

Dopo essere stato coinvolto nello sport del canottaggio attraverso il Sydney Rowing Club, Coates fu eletto nel 1978 come Segretario Onorario dell'Amian Amateur Rowing Council (ora Rowing Australia) e nel 1983 ne divenne presidente fino al 1988.
Coates è stato sempre presente ad ogni Olimpiade estiva per più di 30 anni. È stato responsabile della sezione di canottaggio alle Olimpiadi australiane ai Giochi di Montréal 1976 e ai Giochi di Mosca 1980 come direttore amministrativo.  È stato responsabile anche nei Giochi di Los Angeles 1984 e nei Giochi di Seul 1988. È stato presente nei Giochi di Barcellona 1992, nei Giochi di Atlanta 1996, nei Giochi di Sydney 2000, nei Giochi di Atene 2004 e nei Giochi di Pechino 2008.
Le posizioni attuali sono:
- Membro del Comitato olimpico australiano (AOC) dal 1981, dopo essere stato vicepresidente (1985-1990), poi presidente dal 1990
- Membro del Comitato olimpico internazionale (CIO) dal 2001 e membro eletto dal comitato esecutivo dal 2009 al 2013, vicepresidente dal 2013
- Membro, Commissione di coordinamento e Presidente del CIO di Rio, Commissioni di coordinamento e affari legali di Tokyo 2020 del COI
- Delegato del CIO per i negoziati sui diritti di trasmissione in Oceania
- Presidente della Australian Olympic Foundation dal 1996
- Membro dal 1994 in seguito vicepresidente dal 1995 e poi presidente dal 2010 del Tribunale Arbitrale dello Sport (CAS)
- Membro del Sydney Olympic Park dal 2005

Precedentemente aveva altre posizioni:
- Direttore (1985) e poi vice presidente (1986-1989) dell'istituto australiano dello sport e membro (1987-1989) e poi vice presidente (1989-1998) dell'Australian Sports Commission
- Vicepresidente del comitato organizzatore dei giochi olimpici di Sydney (SOCOG) dal 1993 al 2000 e presidente della commissione per lo sport SOCOG (1996-2000)
- Membro del Consiglio della Federazione Internazionale di Canottaggio (FISA) dal 1992 al 2014

Nel 2016 è stato segnalato che Coates è stato pagato 689634 $ nel 2015 come presidente esecutivo del Comitato olimpico australiano e che aveva raccolto 7,05 milioni di $ di spese di consulenza.

## Carriera personale
Coates è attualmente presidente di William Inglis & Son Ltd, una società di servizi per cavalli; membro del consiglio consultivo di Grant Samuel, membro del Consiglio europeo delle imprese australiane e membro del consiglio dell'autorità del Sydney Olympic Park.
È un ex vicepresidente e direttore non esecutivo di David Jones Limited. È ex direttore di Grosvenor Group Limited, una società di sviluppo immobiliare di proprietà privata del Duca di Westminster.
In precedenza è stato membro di vari organi statali e federali, enti di beneficenza e aziende, tra cui, subito dopo le Olimpiadi del 2000, della società di pubbliche relazioni Burson-Marsteller.

## Polemica
A metà degli anni '90 Coates insieme a Leo Wallner, allora presidente del Comitato olimpico austriaco e capo di Casinos Austria, si unì all'investimento del Comitato olimpico australiano, sotto la guida di Coates, nella creazione di un casinò a Cairns nel nord-est Australia. Nel 2007, Coates ha dichiarato che il loro investimento iniziale era di 7 milioni di $ e hanno finito per perdere 3,5 milioni di $.

## Riconoscimenti e premi
Coates è stato nominato compagno dell'ordine dell'Australia nel 2006. In precedenza era stato nominato membro dell'ordine dell'Australia nel 1989 e ufficiale dell'ordine dell'Australia nel 1995. Nel 2001 gli è stata assegnata una medaglia sportiva australiana.
Nel dicembre 1993 è stato inserito nella Sport Australia Hall of Fame.
Nel 2000 ha ricevuto l'ordine olimpico in oro e la medaglia d'onore FISA.